# Nový Ikaros
Nový Ikaros je polytematické básnické pásmo Konstantina Biebla z roku 1929. Je to skladba o čtyřech zpěvech, která je obrazem soudobého světa, minulé války i manifestem básníka milujícího prudký, intenzivní život. Používá ztvárnění asociativní metodou a svůj život bere jako „pohled do tmy a prázdna“. Tato sbírka je vrcholem jeho meziválečné tvorby. Znovu se zde objevují vzpomínky na jeho dětství a mládí.